# Halle-Ingooigem
Halle-Ingooigem er et belgisk endagsløb i landevejscykling som arrangeres hvert år i juni. Løbet er blevet arrangeret siden 1945. Løbet er af UCI klassificeret med 1.1 og er en del af UCI Europe Tour. 

## Vindere
| År                        | Vinder                 | Toer                      | Treer               |        |
| ------------------------- | ---------------------- | ------------------------- | ------------------- | ------ |
| Bruxelles-Ingooigem       |                        |                           |                     |        |
| 1945                      | Rik Van Steenbergen    | Alberic Schotte           | Albert Sercu        |        |
| 1946                      | Edward Van Dijck       | Alberic Schotte           | Roger Cnockaert     |        |
| 1947                      | Ernest Sterckx         | Maurice Van Herzele       | Gerrit Schulte      |        |
| 1948-1950 Ikke arrangeret |                        |                           |                     |        |
| 1951                      | Maurice Blomme         | Roger De Corte            | Lucien Mathys       |        |
| 1952                      | Germain Derycke        | Roger Decock              | Maurice Mollin      |        |
| 1953                      | Jan De Valck           | André Declerck            | Gabriel Lameire     |        |
| 1954                      | Valère Ollivier        | Jan De Valck Roger Decock |                     |        |
| 1955                      | Roger Decock           | Maurice Joye              | Maurice Blomme      |        |
| 1956                      | Jozef Schils           | Rik Luyten                | Germain Derycke     |        |
| 1957                      | Leon Van Daele         | Jozef Schils              | Willy Truye         |        |
| 1958                      | Louis Proost           | Leon Van Daele            | André Noyelle       |        |
| 1959                      | Noël Foré              | Willy Schroeders          | Oswald Declercq     |        |
| 1960                      | Oswald Declercq        | Gustaaf Van Vaerenbergh   | Willy Haelterman    |        |
| 1961                      | Georges Decraeye       | Roger De Coninck          | Roger Coppens       |        |
| 1962                      | Benoni Beheyt          | Gilbert Desmet            | Jef Planckaert      |        |
| 1963                      | Willy Schroeders       | Louis Proost              | Georges Decraeye    |        |
| 1964                      | Walter Boucquet        | Theo Mertens              | Arthur Decabooter   |        |
| 1965                      | Willy Bocklant         | Benoni Beheyt             | Carmine Preziosi    |        |
| 1966                      | Herman Vanspringel     | Lionel Van Damme          | Albert Lacroix      |        |
| 1967                      | Daniel Van Ryckeghem   | Bernard Van De Kerckhove  | Raymond Steegmans   |        |
| 1968                      | Romain Furnière        | Etienne Buysse            | Rik Van Looy        |        |
| 1969                      | Roger De Vlaeminck     | Victor Van Schil          | Etienne Sonck       |        |
| 1970                      | Herman Vrijders        | Jos Deschoenmaecker       | Marc De Block       |        |
| 1971                      | Noël Van Clooster      | Roger Swerts              | Eric Leman          |        |
| 1972                      | Tony Gakens            | Eddy Verstraeten          | Dirk Baert          |        |
| 1973                      | Wilfried David         | Julien Van Geebergen      | Roger Vershaeve     |        |
| 1974                      | Patrick Sercu          | Willy Van Malderghem      | Ronny De Bisschop   |        |
| 1975                      | Marc Meernhout         | Willy Teirlinck           | Dirk Baert          |        |
| 1976                      | Jos Jacobs             | Serge Vandaele            | Pol Verschuere      |        |
| 1977                      | Walter Planckaert      | Willy Teirlinck           | Frans Van Looy      |        |
| 1978                      | Dirk Baert             | Ferdinand Bracke          | Jacques Martin      |        |
| 1979                      | Emiel Gysemans         | Walter Dalgal             | Lucien Van Impe     |        |
| 1980                      | Frans Van Looy         | Jan Bogaert               | Patrick Devos       |        |
| 1981                      | Paul Wellens           | Eddy Verstraeten          | Willy Scheers       |        |
| 1982                      | Jos Schipper           | Alain Desaever            | Willem Peeters      |        |
| 1983                      | Eddy Planckaert        | Ludo Frijns               | Willy Teirlinck     |        |
| 1984                      | Willy Teirlinck        | Luc Meersman              | Dirk Baert          |        |
| 1985                      | Eddy Vanhaerens        | William Tackaert          | Marc Van Geel       |        |
| 1986                      | Eric Vanderaerden      | Eddy Planckaert           | Eddy Vanhaerens     |        |
| 1987                      | Dirk Clarysse          | Johan Capiot              | Yvan Lamote         |        |
| 1988                      | Gino De Backer         | Jan Bogaert               | Marnix Lameire      |        |
| 1989                      | Hendrik Redant         | Patrick Tolhoek           | Nico Emonds         |        |
| 1990                      | Ludo Giesberts         | Michel Vermote            | Gino De Backer      |        |
| 1991                      | Patrick Van Roosbroeck | Hendrik Redant            | Ivan Romanov        |        |
| 1992                      | David Windels          | Didier Priem              | Patrick Evenepoel   |        |
| 1993                      | Johan Devos            | Kurt Verleden             | Peter De Frenne     |        |
| 1994                      | Eric Van Lancker       | Ludo Dierckxsens          | Wim Omloop          |        |
| 1995                      | Frank Corvers          | Eric De Clercq            | Pascal Elaut        |        |
| 1996                      | Erwin Thijs            | Willy Willems             | Jans Koerts         |        |
| 1997                      | Michel Vanhaecke       | Davy Dubbeldam            | Ronny Assez         |        |
| 1998                      | Sergej Ivanov          | Geert Van Bondt           | Frank Høj           |        |
| 1999                      | Wim Omloop             | Jurgen Vermeersch         | Tom Stremersch      |        |
| 2000                      | Hans De Clercq         | Wim Omloop                | Gert Vanderaerden   |        |
| 2001                      | Bert Roesems           | Gordon McCauley           | Mindaugas Goncaras  |        |
| 2002                      | Danny Daelman          | Jan van Velzen            | Andy Cappelle       |        |
| 2003                      | Jans Koerts            | Jan Kuyckx                | Ruud Aerts          |        |
| 2004                      | Steven Caethoven       | Bert De Waele             | Gorik Gardeyn       |        |
| 2005                      | Bert Roesems           | Nico Sijmens              | Johnny Hoogerland   |        |
| Halle-Ingooigem           |                        |                           |                     |        |
| 2006                      | Baden Cooke            | Jan Kuyckx                | Sébastien Rosseler  |        |
| 2007                      | Janek Tombak           | Christian Murro           | Maarten Wynants     |        |
| 2008                      | Gert Steegmans         | Luke Roberts              | Stuart Shaw         |        |
| 2009                      | Jurgen Van De Walle    | Mitchell Docker           | Gene Bates          |        |
| 2010                      | Jurgen Van De Walle    | Arnoud van Groen          | Greg Van Avermaet   |        |
| 2011                      | Roy Curvers            | Pieter Jacobs             | Gianni Meersman     |        |
| 2012                      | Nacer Bouhanni         | Arnaud Démare             | Tom Veelers         |        |
| 2013                      | Kenny Dehaes           | Luka Mezgec               | Nacer Bouhanni      |        |
| 2014                      | Arnaud Démare          | Kris Boeckmans            | Michael Van Staeyen |        |
| 2015                      | Nacer Bouhanni         | Kris Boeckmans            | Edward Theuns       |        |
| 2016                      | Dries De Bondt         | Jens Keukeleire           | Edward Theuns       |        |
| 2017                      | Arnaud Démare          | Edward Theuns             | Iljo Keisse         |        |
| 2018                      | Danny van Poppel       | Fabio Jakobsen            | Sean De Bie         |        |
| 2019                      | Dries De Bondt         | Piotr Havik               | Philippe Gilbert    |        |
| 2021                      | aflyst                 | aflyst                    | aflyst              | aflyst |
| 2022                      | aflyst                 | aflyst                    | aflyst              | aflyst |